# Azotyn izoamylu
Azotyn izoamylu, azotyn izopentylu, C
5H
11ONO – organiczny związek chemiczny, ester kwasu azotawego i izopentanolu.
Jest cieczą barwy żółtej o piekącym smaku. Bardzo trudno rozpuszczalny w wodzie, dobrze w rozpuszczalnikach organicznych (na przykład w eterze dietylowym).
Stosuje się go w przemyśle kosmetycznym i do otrzymywania związków diazoniowych. Używany jest jako antidotum przy zatruciach cyjankami, kwasem cyjanowodorowym i innymi związkami cyjanowymi. Ma zdolność rozszerzania naczyń krwionośnych i obniżania ciśnienia krwi i dlatego dawniej stosowano go w dusznicy bolesnej, astmie, migrenie. Dwie szklane fiolki azotynu izoamylu znajdują się w każdym indywidualnym pakiecie przeciwchemicznym (IPP). Używany jest także rekreacyjnie jako poppers.
Otrzymywany jest podobnie jak inne azotyny alkilowe.